# NGC 2574
NGC 2574 is een spiraalvormig sterrenstelsel in het sterrenbeeld Waterslang. Het hemelobject werd in 1886 ontdekt door de Amerikaanse astronoom Ormond Stone.

## Synoniemen
- MCG -1-22-3
- IRAS08183-0845
- PGC 23418